# 抗菌谱

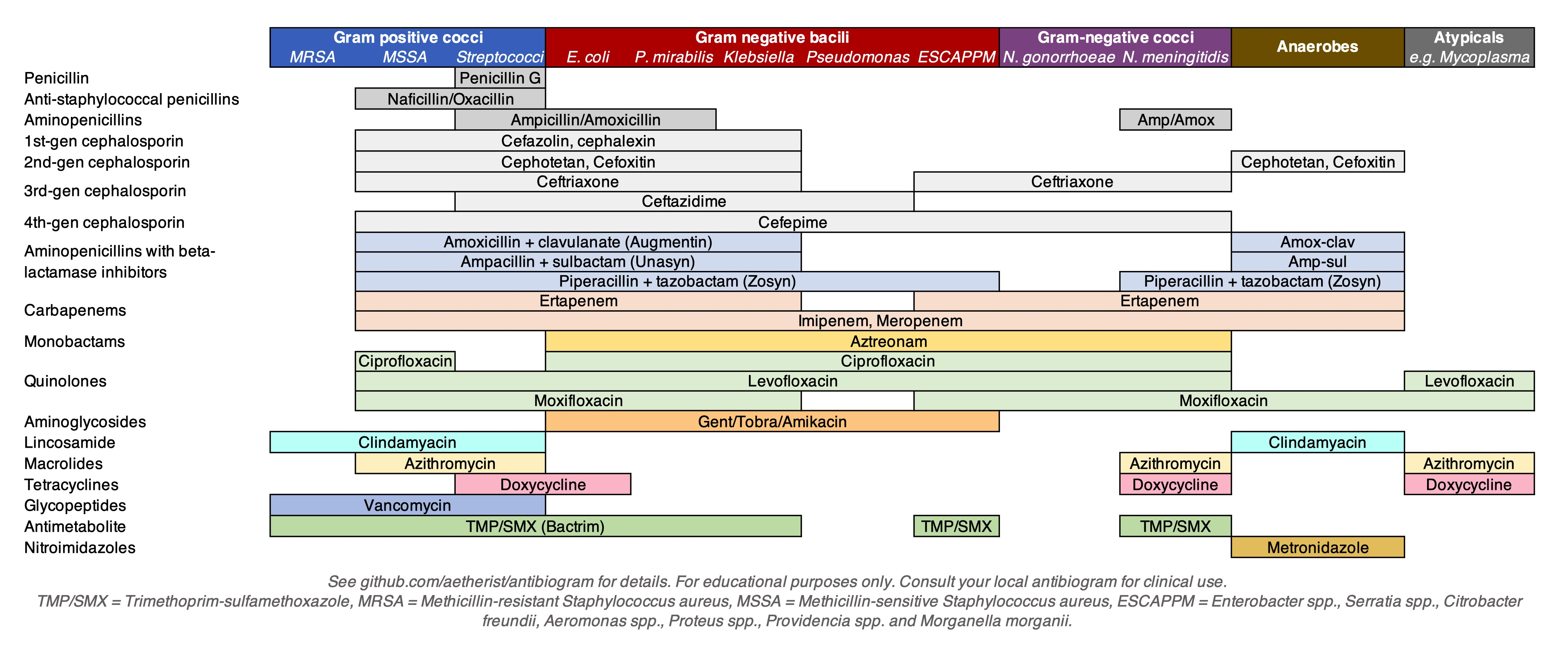
一张表示部分抗生素对一些常见病原体的杀灭作用的简图

抗菌谱（英語：antimicrobial spectrum）是指一种抗菌药物（抗生素）能杀灭或抑制的微生物的范围。根据抗菌谱的范围，抗菌药物（抗生素）可以分为宽谱抗菌药物（抗生素）与窄谱抗菌药物（抗生素）。典型的宽谱抗生素包括四环素与氯霉素，而只对结核分枝杆菌有杀灭作用的异烟肼则是一种典型的窄谱抗菌药物:375-376。
目前没有药物的抗菌谱能同时有效覆盖所有的微生物种类。

## 测定
一种抗菌药物的抗菌谱通常是通过在体外（in vitro）进行的一系列测试阐明的。实验人员通过将或某种抗菌药物与某种微生物共同培养能得知该抗菌药物对该受试微生物的抗菌活性。通过对大范围的微生物进行测试，便可归纳出这种抗菌药物的抗菌谱。不过通过体外实验得到的抗菌谱并不总是与该抗菌药物能在患者体内（in vivo）杀灭或抑制的微生物种类一致。

## 临床意义
一般来说，拥有更广抗菌谱的抗菌药物会在更多临床案例中得到使用。